# Бхаду
Бхаду (бенг. ভাদু উৎসব) — праздник в Южной Бенгалии, который отмечается в начале осени и длится в течение Бхадро, пятого месяца бенгальского календаря.
Праздник основан на легенде о принцессе по имени Бхадравати (Бхадрешвари) из Панчкота, которая исчезла волшебным образом. Почитатели Бхадравати создают её образ, поют и танцуют перед ним в течение месяца. В последний день Бхадры они собираются на берегу реки и погружают изображение в воду. Песни, в основном посвященные браку, составляют главную достопримечательность фестиваля, в котором принимают участие как профессиональные коллективы, так и любители. Празднования включают ярмарки и культурные программы.
Фестиваль Бхаду в основном отмечается в районах Пурулия, Банкура, Бирбхум и Бардхаман штата Западная Бенгалия.

## Легенда о Бхаду
Фестиваль Бхаду посвящён легенде о принцессе Бхаду. Согласно легенде, ее нашёл сиротой староста деревни Лада. Бхаду считается живым воплощением богини Лакшми. Вождь усыновляет ее и тайно воспитывает как принцессу. Бхаду влюбляется в Анджана, сына врача из соседней деревни. Царь не одобряет отношения и заключает Анджана в тюрьму. Затем Бхаду и двое товарищей путешествуют по царству, распевая песни у ворот крепостей и тюрем, надеясь, что Анджан услышит ее голос. В конце концов царь отпускает Анджана, но к тому времени Бхаду исчезла и, как говорят, слилась с небом.
В регионе Манбхум легенду рассказывают иначе. Бхадравати была третьей дочерью Нилмани Сингха из царской династии Панчкота и покончила жизнь самоубийством после того, как её жених был убит грабителями по пути на свадьбу. Безутешный Нилмани Сингх сочинил об этом песню Бхаду-гит, чтобы Бхадравати запомнилась людям. Впрочем, в исторических источниках упоминаний об этом случае нет. По другой версии того же сюжета, Бхадравати считается дочерью царя Хетампура в округе Бирбхум. Принц Бардхамана, обручённый с Бхадравати, погиб в результате нападения бандитов, после чего Бхадравати покончила с собой.

## Песни
Бхаду гаан, неотъемлемая часть фестиваля Бхаду, отражает цвета сельского общества. Раньше он был очень популярен в Бурдване, Банкуре и Миднапуре. Но в Бирбхуме существованию этого уникального жанра угрожает растущая популярность кино и телевидения. Песни сочиняются экспромтом и поются каждую ночь фестиваля, изображая богинь в образе молодых девушек. Они описывают Бхаду и с любовью рассказывают, как их будут развлекать. Поскольку Бхаду не замужем, её песни поют в основном незамужние девушки. Песни сопровождаются танцами и игрой на барабанах.
В районе Бирбхума песни исполняли исключительно мужчины без участия женщин. Группа мужчин с пением ходила от дома к дому, танцуя и собирая деньги, переодев мальчика в девочку и кладя ему на колени идола Бхаду, сделанного из глины.